# Richard Thomas (Politiker)

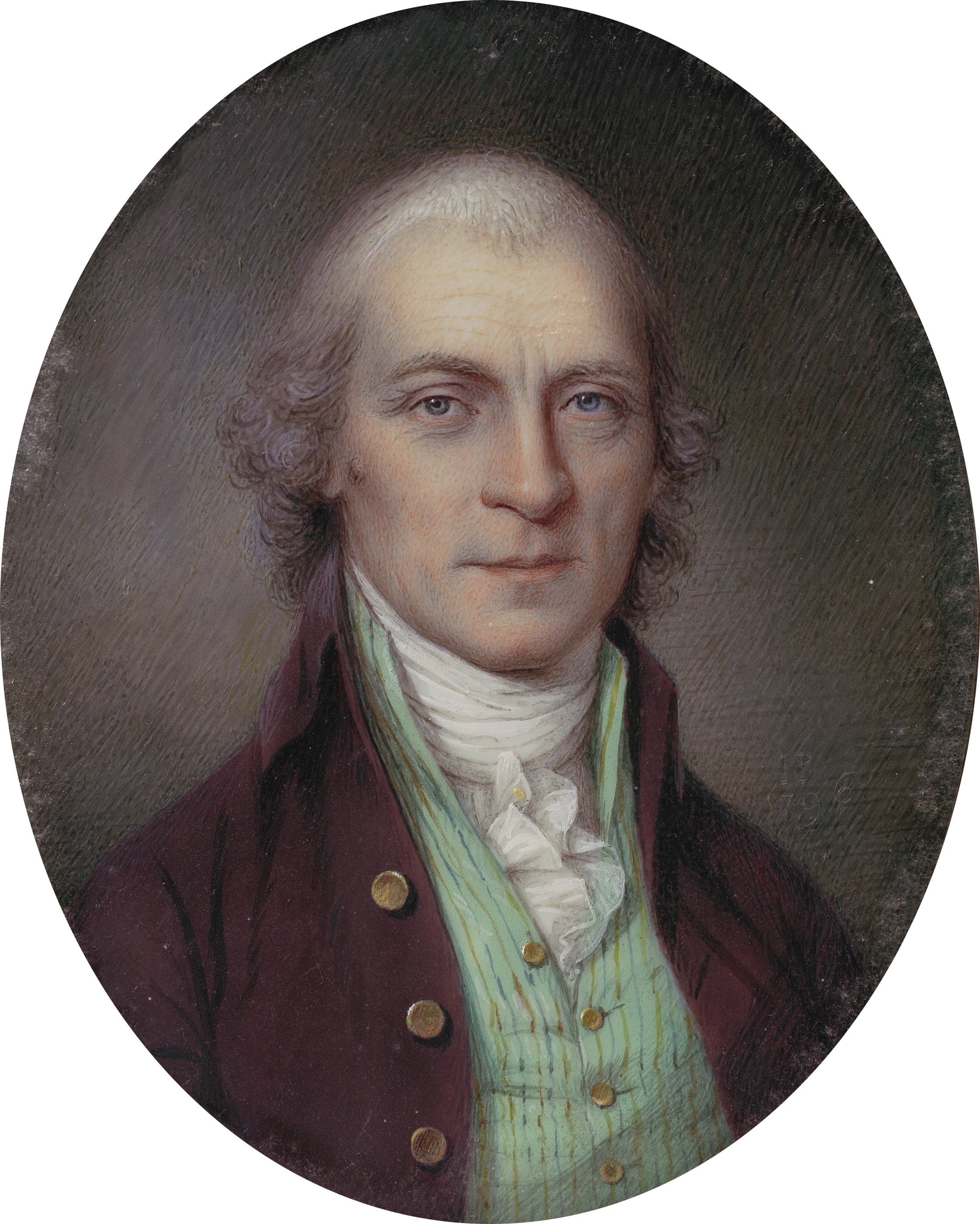
Richard Thomas

Richard Thomas (* 30. Dezember 1744 in West Whiteland, Chester County, Province of Pennsylvania; † 19. Januar 1832 in Philadelphia, Pennsylvania) war ein US-amerikanischer Politiker. Zwischen 1795 und 1801 vertrat er den Bundesstaat Pennsylvania im US-Repräsentantenhaus.

## Werdegang
Richard Thomas wuchs während der britischen Kolonialzeit auf. Er wurde zu Hause von Privatlehrern unterrichtet. In den 1770er Jahren schloss er sich der amerikanischen Revolution an. Während des Unabhängigkeitskrieges war er Oberst eines Regiments bestehend aus Freiwilligen aus dem Chester County. Politisch wurde er später Mitglied der Ende der 1790er Jahre von Alexander Hamilton gegründeten Föderalistischen Partei.
Bei den Kongresswahlen des Jahres 1794 wurde Thomas im dritten Wahlbezirk des Staates Pennsylvania in das damals noch in Philadelphia tagende US-Repräsentantenhaus gewählt. Nach zwei Wiederwahlen konnte er bis zum 3. März 1801 drei Legislaturperioden im Kongress absolvieren. Nach seiner Zeit im US-Repräsentantenhaus betätigte sich Richard Thomas in der Landwirtschaft. Er starb am 19. Januar 1832 in Philadelphia.